# ألبرت بيرش
ألبرت بيرش (11 أغسطس 1868 - 6 نوفمبر 1936) (بالإنجليزية: Albert Birch)‏ هو لاعب كريكت بريطاني (وحمل سابقاً جنسية المملكة المتحدة لبريطانيا العظمى وأيرلندا).

## وصلات خارجية
- ألبرت بيرش على موقع إي آس بي آن كريك إنفو (الإنجليزية)